# Moho braccatus
Moho braccatus is de wetenschappelijke naam van een vogel die in het Hawaïaans Kauai-o'O heet. Het is een uitgestorven zangvogel die endemisch was op het eiland Kauai (Hawaï). 

## Kenmerken
De Kauai-o'O bereikte een lengte van 20 centimeter. De kop was zwart met enkele witte streepjes. De staart was zwart en de middelste staartpennen waren verlengd. De vleugels waren zwart met een witte vlek aan de randen. De bovendelen waren leikleurig grijsbruin en de flanken en de stuit waren roestbruin. De borst- en keelveren waren zwart. De rest van de onderkant was bruingrijs. De iris was lichtgeel en de snavel en poten waren zwart. Opvallend was verder de geel gekleurde 'dij' (feitelijk scheenbeen of tibia) (zie afbeelding).

## Leefwijze
De Kauai-o'O was een zeer actieve vogel die zich bij het foerageren pijlsnel door het gebladerte of kreupelhout bewoog. Hij hield zich lager in het struikgewas en geboomte op dan de Hawaii-o'O (Moho nobilis). Zijn voedsel bestond uit kakkerlakken, rupsen, spinnen, duizendpoten, krekels en andere insecten die hij wegpikte uit boomschors. Verder at de vogel nectar.
In mei 1971 werd een nest van de Kauai-o'O ontdekt. Het nest zat in een holle boom en was bekleed met kleine takjes en gras. De jonge vogels erin waren ongeveer 10 dagen oud.

## Uitsterven

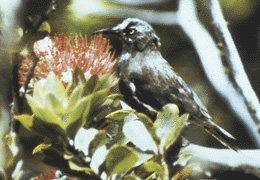
Foto van een van de laatste Kauai-o'O's

De Kauai-o'O werd in 1899 nog vaak beschreven. Echter, tijdens expedities in 1928 en 1936 vond de ornitholoog George Campbell Munro geen bewijs voor de aanwezigheid van deze vogel. In 1940 hoorde de ornitholoog Walter Raymond Donaghho vogelzang dat van de Kauai-o'O afkomstig zou kunnen zijn. Pas in 1960 werd een kleine populatie van ongeveer 34 exemplaren ontdekt op het eiland Kauai in een dicht moerasbos (het Alakai moerasbos) op een hoogte van 1000 m in het gebied rond Mount Waiʻaleʻale. In 1975 bezochten de ornithologen Harold Douglas Pratt en Robert Shallenberger opnieuw het Alakaimoerasbos en konden zij daar een mannetje fotograferen en filmen. Op een volgende expeditie in 1981 werd een paar ontdekt. Na de orkaan Iwa in 1982, verdween het vrouwtje. Het mannetje is voor het laatst waargenomen in 1985 en in 1987 voor het laatst gehoord. Expedities in 1989 en na de orkaan Iniki in 1993 hadden geen resultaat; er werden geen vogels meer gezien of gehoord. In 2000 werd de Kauai-o'O toegevoegd aan de rode lijst van uitgestorven soorten van de IUCN. 
Als mogelijke oorzaken voor het uitsterven van de Kauai-o'O worden habitatvernietiging genoemd en de introductie van ratten en varkens. Verder vermoeden deskundigen dat ingevoerde soorten steekmuggen parasitaire ziekten verspreidden zoals vogelmalaria en vogelpokken. 
De Kauai-o'O was de laatste der Mohoidae die uitstierf en daarmee was binnen 150 jaar de hele familie van deze vogelsoorten van de aardbodem verdwenen. In musea bevinden zich meer dan 100 balgen in ongeveer zestien museumcollecties, waaronder Naturalis in Leiden, het Museum voor Natuurwetenschappen in Brussel, het Walter Rothschild Zoological Museum in Tring (Verenigd Koninkrijk), het Muséum national d'histoire naturelle in Parijs, het Naturhistoriska riksmuseet in Stockholm, het Naturmuseum Senckenberg in Frankfurt, het Museum für Tierkunde Dresden in Dresden, het American Museum of Natural History in New York, het Natural History Museum of Los Angeles County (Verenigde Staten) en het Bernice P. Bishop Museum in Honolulu